# Amauris discus
Amauris discus är en fjärilsart som beskrevs av Talbot 1940. Amauris discus ingår i släktet Amauris och familjen praktfjärilar. Inga underarter finns listade i Catalogue of Life.